# Gare de Bellac
Gare de Bellac – stacja kolejowa w Bellac, w departamencie Haute-Vienne, w regionie Nowa Akwitania, we Francji. Jest zarządzana przez SNCF (budynek dworca) i przez RFF (infrastruktura).
Stacja znajduje się na linii Dorat – Limoges i jest obsługiwana przez pociągi TER Limousin i TER Poitou-Charentes.

## Historia
Została uruchomiona 31 grudnia 1880, wraz z odcinkiem linii Couzeix - Le Dorat przed całkowitym otwarciem linii do Gare de Limoges-Bénédictins 21 lutego 1881.

## Linie kolejowe
- Le Dorat – Limoges